# Битва при Бояке
Битва при Бояке (исп. Batalla de Boyacá) — сражение, состоявшееся 7 августа 1819 году во время войны за независимость и ставшее решающим, обеспечившим успех кампании Боливара по освобождению Новой Гранады. Битва произошла в 150 км от Боготы в Андах, в месте, известном как Каса-де-Теха, недалеко от моста Бояка через реку Театино.

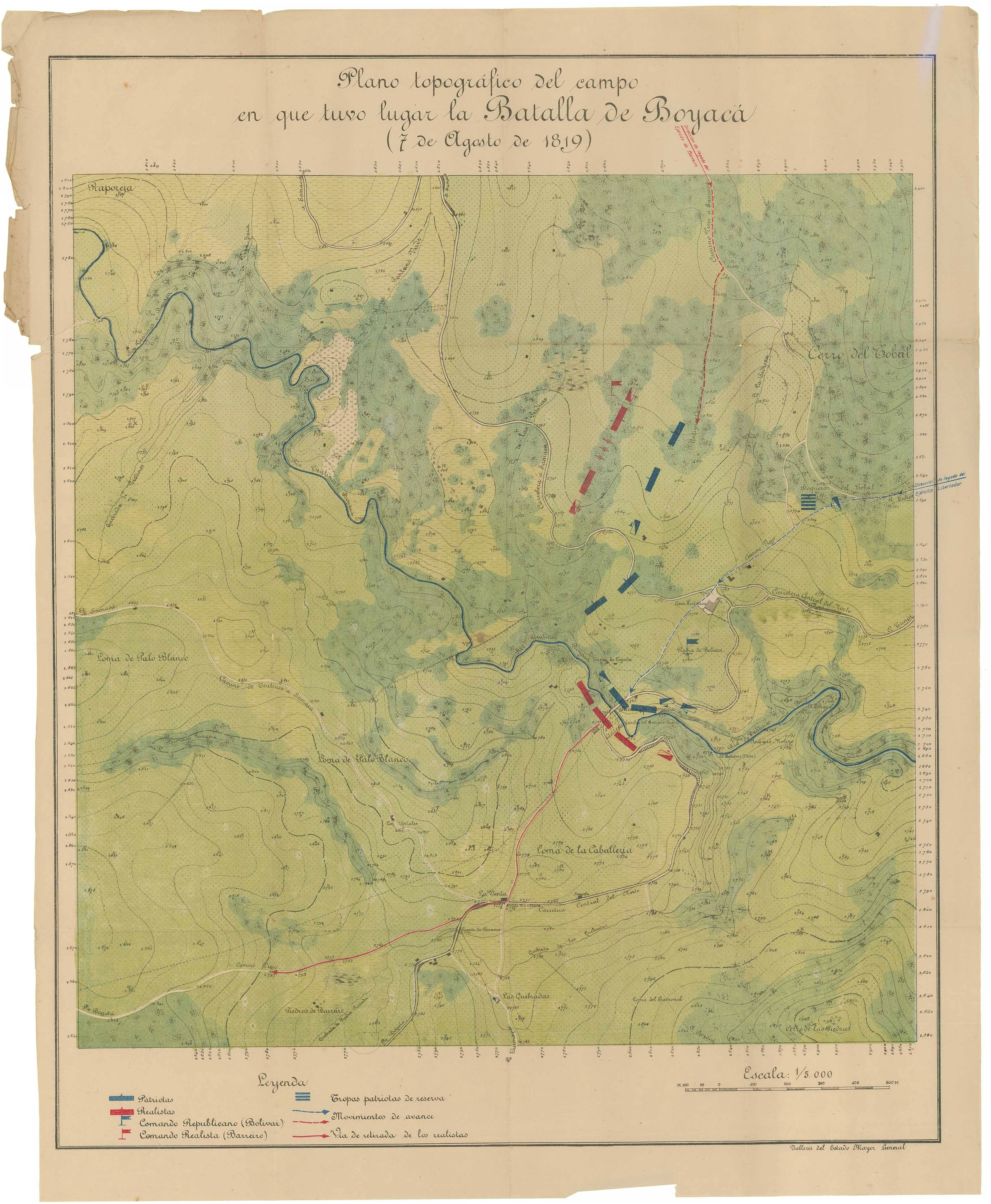
Карта сражения.

В мае 1819 года генерал Симон Боливар, располагая армией в 3400 человек, перешёл из Венесуэлы через Анды в Новую Гранаду. 27 июня после пересечения прохода Писба ему удалось вытеснить испанцев из Пайи, застигнутых врасплох. В июле количество солдат Боливара сократилось до 1 900 человек. 25 июля, после того как Боливар одержал победу в бою при болоте Варгас, его армия направилась в сторону Боготы, которая была слабо защищена.
Утром 7 августа силы Боливара были в Тунхе, а отступающая испанская армия двинулись к Бояке. Авангард роялистов достиг Каса-де-Теха в 13:30, а арьергард все еще отставал на полтора километра. Незадолго до 14:00 разведчики двух авангардов заметили друг друга, и испанский авангард пересек мост Бояка и занял свои позиции, в то время как силы патриотов достигли Каса-де-Теха.  Испанский арьергард полковника Баррейро отступил к холму возле Каса-де-Пьедра.
Симон Боливар приказал атаковать с фланга вражеский арьергард двумя батальонами справа и Британским добровольческим легионом слева. Когда побежденные испанцы отступили, Боливар приказал своим уланам атаковать центр пехоты роялистов. После того как эскадрон испанской кавалерии бежал с поля боя, арьергард роялистов сдался вместе со своим командиром.
Тем временем авангард патриотов Франсиско де Паулы Сантандера пересек реку Театино вброд и подошёл к испанцам с тыла. В результате штыковой атаки с фронта и тыла роялисты были выбиты с моста и бежали. Битва закончилась около 16:00.
Победа при Бояке открыла патриотам дорогу на Боготу и обеспечила освобождение страны. И Сантандер, и Ансоатеги были произведены в генерал-майоры после битвы, а вице-король Новой Гранады бежал, когда услышал известие о поражении своих войск. Баррейро вместе с другими 30 пленными испанскими офицерами был расстрелян.